# مارك بويس (مغني)
مارك بويس (بالإنجليزية: Mark Boyce)‏ هو مغني أسترالي، ولد في 6 مارس 1960.